# Actias felicis
Actias felicis är en fjärilsart som beskrevs av Charles Oberthür 1896. Actias felicis ingår i släktet månspinnare, och familjen påfågelspinnare. Inga underarter finns listade i Catalogue of Life.